# Sender La Dôle
Der Sender La Dôle ist eine Einrichtung zur Verbreitung von Fernseh- sowie UKW- und DAB-Hörfunkprogrammen auf dem Berg La Barillette im La-Dôle-Massiv in der Schweiz. Er liegt auf dem Gemeindegebiet von Gingins auf einer Krete des Jura oberhalb von Nyon.
Als Antennenträger wird ein 128 Meter hoher, freistehender Stahlfachwerkturm verwendet. 
Am 24. Mai 2018 wurde der alte 112 Meter hohe Sendeturm gesprengt, nachdem die Swisscom einen neuen in unmittelbarer Nachbarschaft errichtet hat. Dieser Turm stand bis 1958 in Sottens und trug dort zusammen mit einem zweiten Turm eine T-Antenne für Mittelwelle. 1958 wurde er abgebaut und auf La Barillette wiedererrichtet. Am 31. Dezember 2024, um Mitternacht, wurde die UKW-Ausstrahlung der SRG-Programme eingestellt.

## Frequenzen und Programme

### Radio

#### Radio (DAB) digital
DAB wird in vertikaler Polarisation und im Gleichwellenbetrieb mit anderen Sendern ausgestrahlt.
| Block                           | Programme | ERP (in kW) | Antennendiagramm rund (ND), gerichtet (D) | Gleichwellennetz (SFN) |
| ------------------------------- | --- | ----------- | ----------------------------------------- | --- |
| 12A SRG SSR Romandie (SUI0008A) | DAB-Block der SRG SSR idée suisse: - RTS Première (72 kbit/s DAB+) - Première-Bis (48 kbit/s DAB+) - RTS Espace 2 (96 kbit/s DAB+) - RTS Couleur 3 (80 kbit/s DAB+) - RTS Option Musique (80 kbit/s DAB+) - Radio SRF 1 BE FR VS(72 kbit/s DAB+) - Radio SRF Musikwelle (64 kbit/s DAB+) - Radio SRF 3 (64 kbit/s DAB+) - Radio SRF 4 News (56 kbit/s DAB+) - Radio Rumantsch (72 kbit/s DAB+) - Rete Uno (72 kbit/s DAB+) - Radio Swiss Pop (64 kbit/s DAB+) - Radio Swiss Jazz (64 kbit/s DAB+) - Radio Swiss Classic (72 kbit/s DAB+) | 38          | D                                         | - Bern: Biel-Magglingen (Evilard Hohmatt), Chasseral, Ins (Schaltenrain-Fürstengräber), Loveresse (Moron Chez Joseph), Münster BE (Mont Graitery), Sonceboz (Cernil du bas) - Freiburg: Charmey (la Monse), Gurmels (Cordast), Freiburg im Üechtland-Innenstadt (Lorette), Montbovon, Sorens (Mont-Gibloux) - Genf: Genf-Innenstadt (Studio Carl Vogt), Mont Salève (Téléphérique) [FR] - Jura: Boncourt (Châtillon), Bourrignon (Les Ordons), Chevenez (sur le Patai), Courtemaîche, Delsberg (La Met), Noirmont (Roc Montès), Pruntrut (sur le Banne), Saint-Ursanne, Soyhières, Undervelier - Neuenburg: Brot-Plamboz (Solmon Val de Travers), La Brévine (Cerneux-Péquignot Charmottes), Chaux-de-Fonds (Mont Cornu), Cerneux-Pequignot (Maix-Rochat), Les Hauts-Geneveys (rue republique), Le Locle (Roche-Houriet), Saint-Sulpice NE (Haut de la Vy), La Sagne (Plature) - Waadt: Abbaye (Vallée de Joux/Pont-Agouillons), Bougy (Villars Signal), Chardonne (Mont Pèlerin), Château-d’Oex (Sarouche), Chavannes-sur-Moudon (Velotty), Chenit (Brassus), Cudrefin (Tremblex), La Dôle (Gingins), Fontanezier (Bonvillars Champs Lequet), Lausanne (Chailly), Lausanne (Renens), Lausanne-Bellevaux, Montana (Grand Signal), Olun (Chamossaire), Premier (Buclards), Sainte Croix-Auberson (la Broutire), Vallée de Joux (Pont-Agouillons) - Wallis: Arbaz/Ayent (Pas de Maimbré), Bagnes (Bruson Côt), Champéry, Evolène (La Forclaz quartier col), Grimentz (Roua), Martigny (Ravoire), Haute-Nendaz, Orsières-Champex (le Signal), Port Valais (Chalavornaire), Trient, Trient (vers le ponts), Troistorrents (Morgins) |

### Fernsehen

#### Fernsehen (DVB-T) digital
Bis zum 3. Juni 2019 abgestrahlte DVB-T-Programme:
| Kanal | Frequenz (in MHz) | Multiplex | Programme im Multiplex                 | ERP (in kW) | Antennen- diagramm rund (ND) / gerichtet (D) | Polarisation horizontal (H) / vertikal (V) |
| ----- | ----------------- | --------- | -------------------------------------- | ----------- | -------------------------------------------- | ------------------------------------------ |
| 34    | 578               | SRG F01   | - RTS Un - SRF 1 - RSI LA 1 - RTS Deux | 2,4         | D (40–90°)                                   | V                                          |

#### Fernsehen (PAL) analog (histor.)
Vor der Umstellung auf DVB-T diente der Sendestandort weiterhin für analoges Fernsehen.
| Kanal | Frequenz (MHz) | Programm | ERP (kW) | Antennendiagramm rund (ND)/ gerichtet (D) | Polarisation horizontal (H)/ vertikal (V) |
| ----- | -------------- | -------- | -------- | ----------------------------------------- | ----------------------------------------- |
| 4     | 62,25          | TSR 1    | 107,1    | D                                         | H                                         |
| 31    | 551,25         | SF 1     | 192,7    | D                                         | H                                         |
| 34    | 575,25         | TSI 1    | 186,2    | D                                         | H                                         |
| 69    | 855,25         | TSR 2    | 251,1    | D                                         | H                                         |